# Žamberk
Žamberk é uma cidade checa localizada na região de Pardubice, distrito de Ústí nad Orlicí.